# Stan Hendrickx
Pour les articles homonymes, voir Hendrickx.
Stan Hendrickx est un archéologue belge né en 1954, mort le 28 décembre 2023,.

## Biographie
Il étudie l'archéologie à la Katholieke Universiteit Leuven où il obtient un doctorat en 1989. 
Il enseigne l'histoire de l'art à la Media, Arts and Design Faculty de Hasselt, en Belgique et à la Provinciale Hogeschool Limburg.
Depuis 1977, il a participé à des fouilles et des études à El Kab, Adaïma, Mahgar Dendera, Deir el-Bersha, Hiérakonpolis, Abû Ballas Trail, Kôm Ombo et Assouan.
Spécialisé dans la céramologie, ses recherches se concentrent sur une période allant de la période prédynastique jusqu'à l'Ancien Empire.
Il publie près de cent-quarante ouvrages en six langues, dont l'Analytical Bibliography of the Prehistory and the Early Dynastic Period of Egypt and Northern Sudan, mise à jour tous les ans dans la revue Archéo-Nil.

## Jury et rapporteur de thèses
Stan Hendrickx a été président de jury pour une thèse en 2016, rapporteur pour deux thèses en 2015 et membre de jury pour une thèse en 2011.

### Thèses
- Recherches sur le système de représentations symboliques de l’art néolithique aux textes des pyramides- Origines et formation des éléments de la religion solaire de l’Egypte antique, soutenue par Francois Sweydan sous la direction de Laure Pantalacci, 2011 ;
- La parure prédynastique en contexte funéraire : technique et usage : le cas d’Adaïma, soutenue par Mathilde Minotti sous la direction de Béatrix Midant-Reynes, 2015 ;
- De la figure anthropomorphe prédynastique à l'émergence de l'image de Pharaon : pour une approche transversale de l'imagerie pré- et protodynastique égyptienne (Nagada I-Nagada III, 3900-2700 av. J.-C.), soutenue par Aurélie Roche sous la direction de Frédéric Colin et de Béatrix Midant-Reynes, 2015 ;
- Traitements des corps et des restes humains en Egypte du Prédynastique à la fin de l'Ancien Empire (4400-2180 av. J.-C.) : contribution à l'étude des pratiques mortuaires par l'approche archéothanatologique, soutenue par Chloé Girardi sous la direction de Thierry Janin et de Bernard Mathieu, 2016.

## Publications
- Prehistorische en Vroeg-dynastische Oudheden uit Egypte, Musées Royaux d'Art et d'Histoire, Bruxelles, 1994 ;
- Analytical Bibliography of the Prehistory and the Early Dynastic Period of Egypt and Northern Sudan, Leuven University Press, 1995,  (ISBN 9789061866831) ;
- Mahgar Dendera 2 (Haute Égypte): un site d'occupation Badarian, avec Béatrix Midant-Reynes, W. van Neer, Leuven University Press, 2001,  (ISBN 9789058671639) ;
- The Pharaonic pottery of the Abu Ballas Trail: « Filling stations » along a desert highway in southwestern Egypt, janvier 2013 ;
- Les animaux sauvages dans l'Egypte prédynastique, janvier 2015 ;
- An Early Dynastic Crucible from the Settlement of Elkab (Upper Egypt), The Journal of Egyptian Archaeology, janvier 2020.